# Telemaco (Scarlatti)
Telemaco, ossia L'isola di Circe est un dramma per musica, composé en 1718 par Alessandro Scarlatti sur un livret de Carlo Sigismondo Capece (parfois orthographié « Capeci »), poète à la cour de la reine Maria Casimire de Pologne, vivant en exil à Rome. L'œuvre est créée au Teatro Capranica de Rome, au cours de la saison de carnaval. 
L'opéra est repris en 2005 au Festival de Schwetzingen et au Deutsche Oper am Rhein.

## Histoire
Le livret italien, écrit par Carlo Sigismondo Capece, est basé sur l'Odyssée d'Homère et Les Aventures de télémaque de Fénelon. Le librettiste est considéré comme l'un des principaux auteurs romains au tournant du XVIIIe siècle. Telemaco est sa dernière œuvre pour la scène. Le sujet est plein d'intrigues et de complications autour de Télémaque, fils d'Ulysse. Scarlatti compose l'un de ses derniers opéras — parmi ses 114 autres — pour la saison de carnaval en 1718. Telemaco est connu pour la richesse de ses mélodies, ses caractères contrastés et les traitements colorés de l'orchestre qui comprend les textures denses et du contrepoint. Scarlatti utilise des instruments sur scène, qui soutiennent l'action et jouent avec l'orchestre placé dans la fosse, parfois en antiphonie. L'entrée de Neptune est accompagnée par les cors, hautbois et basson sur la scène, tandis que Minerva y pénètre dans un char, avec un orchestre à cordes et des trompettes.
Telemaco est créé au Théâtre Capranica de Rome. Dans le rôle principal figurait le castrat Domenico Gizzi (1687–1758), un célèbre chanteur de la Chapelle royale de Naples.
Thomas Hengelbrock a redécouvert la partition à la Bibliothèque nationale autrichienne à Vienne et préparé le matériel pour l'exécution. Il a mené la redécouverte de l'œuvre, pour l'ouverture du Festival de Schwetzingen avec le Balthasar-Neumann-Ensemble dans une mise en scène de Lukas Hemleb. L'interprétation a été appelée « la redécouverte de l'Année » (Wiederentdeckung des Jahres 2005). Dans les représentations à Düsseldorf, Andreas Stoehr a dirigé le Düsseldorfer Symphoniker et quelques spécialistes des instruments Baroques.

## Enregistrements
- Sinfonia et deux airs pour Domenico Gizzi – Un castrat dans la Rome Baroque, Scarlatti : « Brut Parche », Telemaco : «  Sinfonia », « O un morire o un goder » - Roberta Invernizzi, Turchini, Antonio Florio (Glossa)[4]
- Trois arias d'Alessandro Scarlatti : « Gia nel seno », « Ho il cor tutto foco », « Vendetta, vendetta » - Daniela Barcellona, Concerto de Cavalieri, Marcello Di Lisa (Sony/DHM)[5]